# Lactobacillus johnsonii
Lactobacillus johnsonii è una specie di batterio appartenente alla famiglia delle Lactobacillaceae.